# Charles Beautron Major
Pour l’article homonyme, voir Major (homonymie).
Charles Beautron Major, né le 18 mars 1851 à Sainte-Scholastique et mort le 15 mai 1924 à Papineauville, est un avocat et homme politique canadien.

## Biographie
Né à Sainte-Scholastique, aujourd'hui Mirabel, dans le Canada-Est, il devient membre du Barreau du Québec en 1877. Nommé au Conseil de la Reine en 1899, il pratiqua sa profession d'abord à Montréal avec Raymond Préfontaine, ensuite à Papineauville et à Hull où il exerça avec Hyacinthe-Adélard Fortier qui devint son beau-fils en 1901. Il fut aussi préfet du gouvernement d'Ottawa en Ontario de 1891 à 1892 ainsi que maire de Papineaville.
Élu député du Parti libéral du Québec dans la circonscription provinciale d'Ottawa en 1897, il fut réélu sans opposition en 1900. Il ne se représente pas en 1904.
Élu député du Parti libéral du Québec dans la circonscription provinciale de Labelle lors de l'élection partielle déclenchée après la démission du député Henri Bourassa en 1907, il fut réélu en 1908. Il ne se représente pas en 1911.
Il devient juge dans les districts de Montcalm, de Pontiac, d'Ottawa et de Terrebonne en 1913